# Lucinda A. McDade
Dra. Lucinda A. McDade ( n. 1953 ) es una botánica, y profesora estadounidense. En 1975, obtuvo su licenciatura en Ciencias en Biología en la Universidad de Tulane en Nueva Orleans. En 1980, su doctorado por la Universidad Duke, defendiendo la tesis "Sistemática y biología reproductiva de las especies de América Central del complejo Aphelandra pulcherrima (Acanthaceae).
Entre 1980 y 1981, desarrolló una beca postdoctoral de trabajo para el Smithsonian Tropical Research Institute. Entre 1983 a 1985, se unió al cuerpo docente de la Universidad Duke. Entre 1985 a 1992 fue coordinadora científica de la Organización para Estudios Tropicales, en Durham, Carolina del Norte.
De 1988 a 1994 fue profesora adjunta asociada de la Universidad Duke. Entre 1992 a 2000 fue profesora asociada y curadora del Herbario de la Universidad de Arizona. De 2001 a 2006, profesora adjunta asociada de la Universidad de Pensilvania. También fue en el mismo período, curadora adjunta y directora del Departamento de Botánica de la Academia de Ciencias Naturales de Filadelfia (Pensilvania).
Desde 2006, trabaja como investigadora del Jardín Botánico Rancho Santa Ana, y profesora de botánica en la Universidad Claremont Graduate, en Claremont (California).
Ha realizado trabajo de campo en Arizona, México, Guatemala, Belice, El Salvador, Honduras, Nicaragua, Costa Rica, Panamá, Venezuela, Colombia, Ecuador, Brasil, Sudáfrica, Madagascar.
Es coautora de artículos en revistas como American Journal of Botany, Anales del Jardín Botánico de Misuri, Brittonia, Systematic Botany, Novon.

## Áreas de conocimiento
- Biodiversidad de plantas fanerógamas, en especial de Acanthaceae
- Sistemas de Mejoramiento de plantas y su Evolución

## Algunas publicaciones
- Andrea e. Schwarzbach, lucinda a. McDade. 2002. Phylogenetic Relationships of the Mangrove Family Avicenniaceae Based on Chloroplast and Nuclear Ribosomal DNA Sequences. Systematic Botany 27: 84-98 (resumen aquí)

### Libros
- lucinda a. McDade. 1999. La Selva: ecology and natural history of a neotropical rain forest. Edición ilustrada de University of Chicago Press, 486 pp. ISBN 0226039528 en línea

- -----------------------. 1980. Systematics and reproductive biology of the Central American species of the Aphelandra pulcherrima complex (Acanthaceae). Editor Duke University, 654 pp.

- La abreviatura «McDade» se emplea para indicar a Lucinda A. McDade como autoridad en la descripción y clasificación científica de los vegetales.[1]